# 兼松エンジニアリング

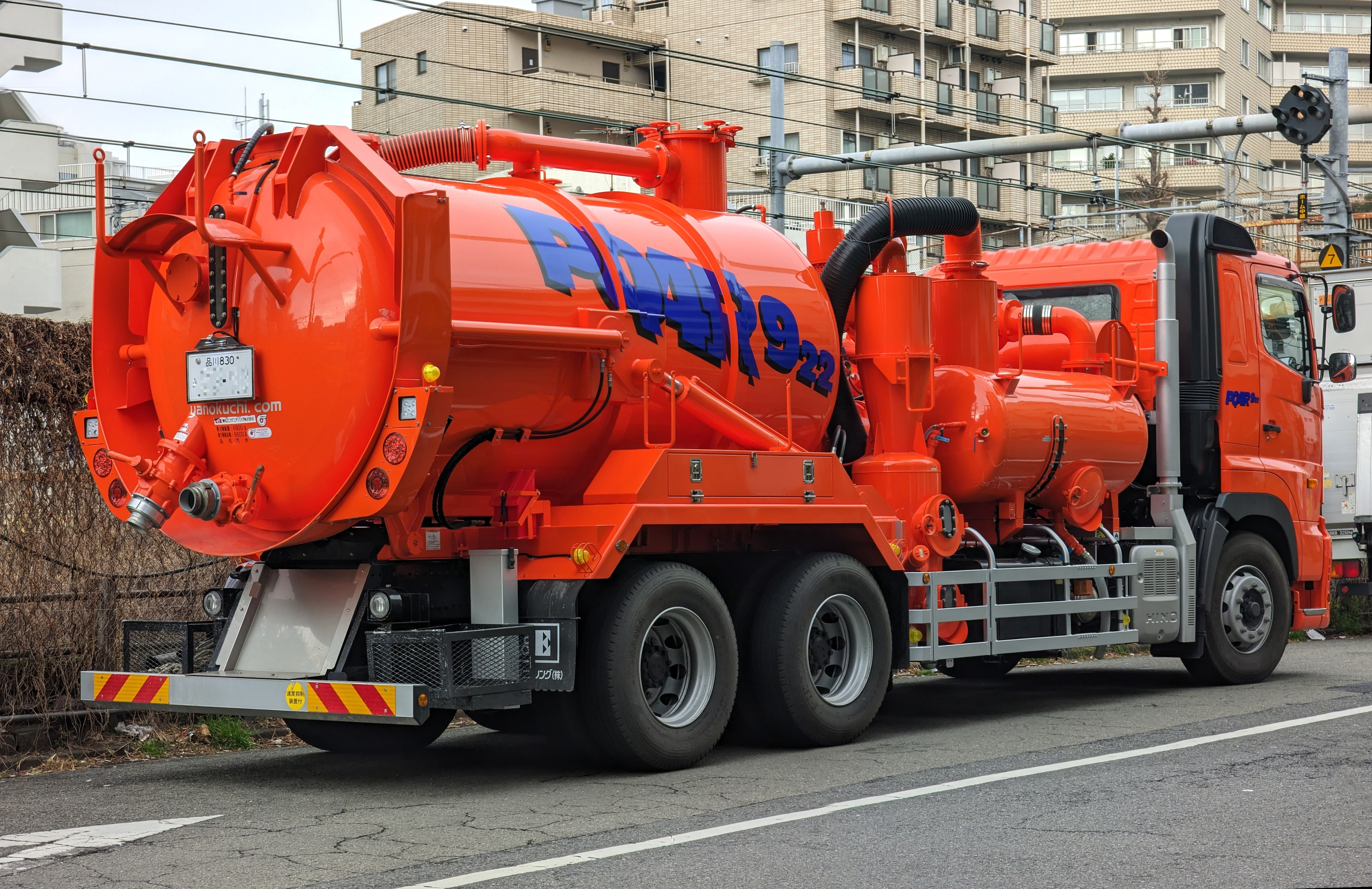
兼松エンジニアリング製超強力吸引車（東京都渋谷区で）

兼松エンジニアリング株式会社（かねまつエンジニアリング）は、高知県高知市に本社を置く強力吸引作業車など特殊車両を製造、販売するメーカーである。
総合商社の兼松とは無関係である。

## 沿革
- 1971年（昭和46年）9月 兼松エンジニアリング株式会社設立、環境整備機器の製造販売を開始
- 1974年（昭和49年）
  - 6月 本店を高知市高須1216番地から高知県南国市岡豊町中島356番地に移転。
  - 10月 強力吸引作業車を開発し、車体への架装を開始
- 1976年（昭和51年）4月 大阪府高槻市に大阪事務所を開設
- 1977年（昭和52年）
  - 9月 東京都中央区に東京営業所を開設
  - 12月 本店を高知県南国市岡豊町中島326番地10に移転。
- 1982年（昭和57年）4月 福岡市中央区に福岡営業所を開設
- 1986年（昭和61年）10月 高圧洗浄車を開発し、販売を開始
- 1987年（昭和62年）3月 本店・工場を現在地に移転。
- 1988年（昭和63年）4月 名古屋市西区に名古屋出張所を開設
- 1989年（平成元年）
  - 9月 仙台市太白区に仙台出張所を開設
  - 11月 北海道千歳市に千歳出張所を開設
- 1991年（平成3年）6月 高知県南国市のテクノ高知工業団地内に明見工場を建設
- 1992年（平成4年）3月 広島県佐伯郡大野町に広島出張所を開設
- 1996年（平成8年）7月 各営業所及び出張所を、それぞれ支店及び営業所に改称
- 1997年（平成9年）
  - 5月 関係会社株式会社高知溶工を完全子会社化
  - 8月 高知市に四国支店を開設
- 1999年（平成11年）4月 高知県南国市のテクノ高知工業団地内に技術センターを開設
- 2001年（平成13年）4月 広島営業所と四国支店を統合し、広島県東広島市に中四国支店を開設
- 2002年（平成14年）
  - 3月 大阪証券取引所市場第二部に上場
  - 4月本社に技術研究室を開設
  - 9月ビルメンテナンス用清掃車を開発し、販売を開始
  - 10月 株式会社高知溶工を吸収合併
- 2004年（平成16年）10月 高知市に本社西工場を取得
- 2007年（平成19年）
  - 9月 高知県南国市に滝本ヤードを取得
  - 11月本社西工場内に塗装工場を新設
- 2008年（平成20年）4月 仙台営業所と千歳営業所を統合し、仙台市太白区に東北・北海道支店を開設
- 2010年（平成22年）11月 重慶耐徳山花特種車有限責任公司（中国）と強力吸引作業車・高圧洗浄車の「技術移転に関する契約書」を締結
- 2011年（平成23年）
  - 3月 マイクロ波抽出装置を開発し、販売を開始
  - 12月 千歳営業所を移転し、札幌市厚別区に札幌営業所を開設
- 2013年（平成25年）
  - 1月 マイクロ波抽出装置が「第10回新機械振興賞一般財団法人機械振興協会会長賞」を受賞
  - 3月 本社工場の一部をマイクロ波抽出装置を中心とした研究棟として改装
  - 7月 株式市場統合に伴い、東京証券取引所市場第二部に指定替え
  - 10月 除染作業向け路面清掃車としては国内初となるリムーバー3000を開発し、販売を開始
- 2014年（平成26年）3月 名古屋支店を名古屋市北区に移転
- 2016年（平成28年）3月 高知県南国市の「滝本ヤード」に完成車両保管倉庫を新設し、「滝本ベース」に改称
- 2017年（平成29年）11月 高知県南国市のテクノ高知工業団地内にeセンターを開設
- 2021年（令和3年）8月 高知県南国市の明見工場を高知市の高知中央産業団地内テクノベースに移転

## 所在地
- 本社 - 高知県高知市布師田
- テクノベース - 高知県高知市一宮